# مبارك الدبوس
مبارك عبد الله جاسم الدبوس (1930 - 27 يناير 2004) ، نائب سابق في مجلس الأمة الكويتي.

## السيرة البرلمانية
شارك في انتخابات مجلس الأمة الكويتي 1963 في الدائرة العاشرة وحصل على المركز الأول برصيد 803 أصوات وفاز بالانتخابات ، وشارك في انتخابات مجلس الأمة الكويتي 1967 في الدائرة العاشرة وحصل على المركز الخامس برصيد 713 صوت وفاز بالانتخابات ، وشارك في انتخابات مجلس الأمة الكويتي 1971 في الدائرة العاشرة وحصل على المركز السادس برصيد 809 أصوات وخسر بالانتخابات ، وشارك في انتخابات مجلس الأمة الكويتي 1975 في الدائرة العاشرة وحصل على المركز السادس برصيد 1249 صوت وخسر بالانتخابات ، وشارك في انتخابات مجلس الأمة الكويتي 1981 في الدائرة الرابعة والعشرون وحصل على المركز الأول برصيد 498 صوت وفاز بالانتخابات ، وشارك في انتخابات مجلس الأمة الكويتي 1985 في الدائرة الرابعة والعشرون وحصل على المركز الثالث برصيد 691 صوت وخسر بالانتخابات ، وشارك في انتخابات مجلس الأمة الكويتي 1992 في الدائرة الرابعة والعشرون وحصل على المركز السادس برصيد 315 صوت وخسر بالانتخابات.